# Donjon des Gournay
Le donjon des Gournay est un édifice situé dans la commune française de Longeville-lès-Metz, en Moselle, situé au 78-80 rue du Général-de-Gaulle.

## Histoire
Les siècles des campagnes principales de construction sont le XIIe siècle et XVIe siècle.
Le donjon des Gournay est inscrit au titre des monuments historiques par arrêté du 6 décembre 1989.

## Illustration
Un dessin intitulé " Le Donjon des Gournay, vue prise de mon jardin de Longeville " par Auguste Migette est offerte par l'artiste à la ville de Metz. Il a intégré en 1951 le fonds du musée de la Cour d'Or de cette ville.